# Eleutherodactylus brittoni
Espèce
Statut de conservation UICN

 LC  : Préoccupation mineure
Eleutherodactylus brittoni est une espèce d'amphibiens de la famille des Eleutherodactylidae.

## Répartition
Cette espèce est endémique de l'île de Porto Rico. Elle se rencontre jusqu'à 1 080 m d'altitude.

## Description

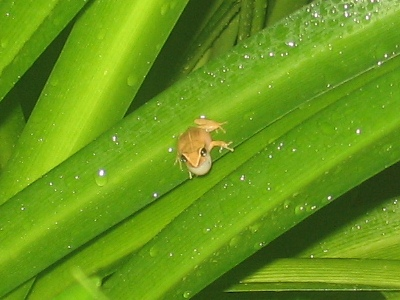
Eleutherodactylus brittoni

Les femelles mesurent jusqu'à 16 mm.

## Étymologie
Cette espèce est nommée en l'honneur de Nathaniel Lord Britton.

## Publication originale
- Schmidt, 1920 : Contributions to the herpetology of Puerto Rico. Annals  of the New York Academy of Science, vol. 28, p. 167–200 (texte intégral).